# Земна маса
Масата на Земята или още земната маса (M🜨), освен научната оценка за масата на Земята е и несистемна, но стандартно използвана единица за маса в астрономията, където се използва за изразяване на масите на други планети, включително скалисти земеподобни планети и екзопланети. Текущата оценка на земната маса е M🜨 = 5,9722×1024 kg със стандартна грешка или несигурност от 6×1020 kg. Това отговаря на средна плътност от 5515 kg⋅m−3. Една слънчева маса се равнява на 333 000 земни маси. Масата на Луната представлява около 1,2% от масата на Земята, така че общата маса на системата от Земя и Луна е около 6,0456×1024 kg.
Най-голямата част от масата се дължи на елементите желязо и кислород (около 32% всеки), магнезий и силиций (около 15% всеки), калций, алуминий и никел (около 1,5% всеки).
Точното измерване на земната маса е сложна задача, тъй като то е еквивалентно на измерването на гравитационната константа, която е най-малко изучената фундаментална физична константа, поради относително слабото гравитационно взаимодействие. Първите точни оценки за земната маса са направени през 18 век.
Разговорно в българския език освен „маса на земята“, изразът „земна маса“ означава и „голям обем пръст, почва“, например от изкоп.

## Състав
Плътността на земята се изменя значително, от по-малко от 2700 kg⋅m−3 в горната част на кората до 13 000 kg⋅m−3 във вътрешната част на ядрото. Земното ядро представлява 15% от обема на планетата, но над 30% от нейната маса. Мантията е 84% от обема и почти 70% от масата, докато кората е по-малко от 1% от масата. Около 90% от масата се дължи на желязо-никелова сплав (95% желязо) в ядрото (30%) и силициев диоксид (33%) и магнезиев оксид (27%) в мантията и кората. По-малък принос имат съединения като железен(II) оксид (5%), алуминиев оксид (3%) и калциев оксид (2%) и много други елементи.